# شهرستان دیمیت (تگزاس)
شهرستان دیمیت، تگزاس (به انگلیسی: Dimmit County, Texas) یک سکونتگاه مسکونی در ایالات متحده آمریکا است که در تگزاس واقع شده‌است.

## خصوصیات
شهرستان دیمیت ۳٬۴۵۷٫۶۵ کیلومترمربع مساحت دارد.